# Get the Balance Right!
«Get the Balance Right!» és un senzill de la banda britànica Depeche Mode llançat el 31 de gener de 1983. Fou el primer senzill amb Alan Wilder com a membre oficial del grup, i la primera composta per Martin Gore i Wilder conjuntament. Inicialment no fou inclosa en Construction Time Again però si en les compilacions People Are People i The Singles 81→85.
La cara-B del senzill és "The Great Outdoors!", una composició instrumental escrita per Gore i Wilder. Durant la gira Broken Frame Tour com a introducció de determinats concerts després d'un incident que va destruir la màquina Revox que contenia la majoria de intros que tenien.

## Llista de cançons
Totes les cançons foren escrites per Martin Gore, excepte "The Great Outdoors!" que fou escrita per Martin Gore i Alan Wilder.
7": Mute / 7Bong2 (Regne Unit)
1. "Get the Balance Right!" – 3:12
2. "The Great Outdoors!" – 5:01

12": Mute / 12Bong2 (Regne Unit)
1. "Get the Balance Right!" (Combination Mix) – 7:57
2. "The Great Outdoors!" – 5:01
3. "Tora! Tora! Tora!" (Directe, 25/10/1982 a Hammersmith Odeon de Londres) – 4:00

12": Sire 29704-0 (Estats Units)
1. "Get the Balance Right!" (Combination Mix) – 7:57
2. "The Great Outdoors!" / "Tora! Tora! Tora!" (Directe, 25/10/1982 a Hammersmith Odeon de Londres) – 9:15
3. "Get the Balance Right!" (Edited Mix) – 3:10

12": Mute / L12Bong2 (Edició limitada) (Regne Unit)
1. "Get the Balance Right!" – 3:12
2. "My Secret Garden" (Directe, 25/10/1982 a Hammersmith Odeon de Londres) – 7:28
3. "See You" (Directe, 25/10/1982 a Hammersmith Odeon de Londres) – 4:11
4. "Satellite" (Directe, 25/10/1982 a Hammersmith Odeon de Londres) – 4:28
5. "Tora! Tora! Tora!" (Directe, 25/10/1982 a Hammersmith Odeon de Londres) – 4:00

CD: Mute / CDBong2 (Regne Unit, 1991), Sire / Reprise 40295-2 (Estats Units, 1991) i Reprise / CDBong2 (Estats Units, 2004)
1. "Get the Balance Right!" – 3:12
2. "The Great Outdoors!" – 5:01
3. "Get the Balance Right!" (Combination Mix) – 7:57
4. "Tora! Tora! Tora!" (Directe, 25/10/1982 a Hammersmith Odeon de Londres) – 4:00